# Сражение на реке Хонгорай
Битва на реке Хонгорай — бои на тихоокеанском театре военных действий во время Второй мировой войны между австралийскими и новозеландскими, с одной стороны, и японскими войсками, с другой, в ходе Бугенвильской кампании за южный сектор острова Бугенвиль, произошедшие между 17 апреля и 22 мая 1945 года.
На начальном этапе австралийцы продвигались к реке Хонгорай. После окончания первых боев наступление австралийцев на главную японскую концентрацию в Буине продолжалось, когда они ударили в направлении рек Хари и Миво. Это продолжалось до тех пор, пока проливные дожди и наводнения не остановили наступление вблизи цели, смыв множество мостов и дорог, на которые австралийцы полагались в качестве снабжения. Когда наступление австралийцев застопорилось, японцы начали беспокоить австралийскую линию коммуникаций, а когда дождь прекратился и наводнения прекратились в конце июля и в августе, австралийцы начали готовиться к возобновлению наступления на Буин. В конечном счете, однако, война подошла к концу ещё до того, как началось окончательное наступление Австралии, положив конец кампании.

## Военно-оперативная ситуация

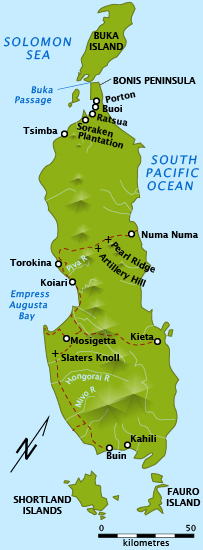
Карта острова Бугенвиль.

Японские войска высадились на острове Бугенвиль в начале 1942 года, захватив небольшой гарнизон австралийцев. Впоследствии они развернули на острове несколько авиабаз, используя их для проведения операций на севере Соломоновых островов и для нападения на линии коммуникации союзников между Соединенными Штатами, Австралией и юго-западной частью Тихого океана. Эти базы также помогли защитить Рабаул, главный японский гарнизон и военно-морскую базу в Папуа-Новой Гвинее. В течение всего 1943 года австралийские планировщики определили высокую степень важности острова Бугенвиль для нейтрализации японской базы вокруг Рабаула.
В ноябре 1943 года американские морские пехотинцы совершили десантную высадку на мысе Торокина, расположенном на западном побережье острова, к северу от залива Императрицы Августы. После первой контратаки американские морские пехотинцы были заменены гарнизоном войск армии США, которые начали укреплять свои позиции вокруг мыса Торокина, устанавливая мощный периметр. В марте 1944 года японцы предприняли тяжёлую контратаку, которая была отброшена назад с большими потерями. После этого ситуация на Бугенвиле в значительной степени стабилизировалась, поскольку японцы сосредоточились в основном на обеспечении пропитания, а американские войска предпочли занять преимущественно оборонительную позицию, ориентированную на поддержание периметра вокруг Торокина.
В конце 1944 года, в рамках планов освобождения американских войск для Филиппинской кампании, II австралийский корпус, состоящий в основном из ополченцев, под командованием генерал—лейтенанта Стэнли Савиджа, взял на себя ответственность за операции союзников на Бугенвиле от американского XIV корпуса. Австралийские войска начали прибывать на остров между ноябрём и декабрём 1944 года, первоначально располагаясь вокруг американской базы в Торокине. Из-за неточности разведданных Савидж ошибочно полагал, что японские силы на острове насчитывают всего 17 500 человек, и поэтому решил, что австралийцы будут продолжать агрессивную кампанию по очистке Бугенвиля от японцев, чтобы освободить свои войска для последующих операций в других местах, а не поддерживать оборонительную позицию, принятую американскими войсками. Однако позднее выяснилась неточность союзной оценки японской мощи, после войны выяснилось, что число японцев на острове на тот момент приближалось к 40 000.
Кампания, которую разработали австралийские планировщики, предусматривала три отдельных наступления. На севере планировалось вытеснить японские войска на узкий полуостров Бонис. В центре захват Перл-Риджа дающий австралийцам контроль над Восточно-западными путями подхода, а также обеспечивающй им защиту от дальнейших контратак, одновременно открывая путь для движения к восточному побережью. Главная битва планировалась на юге, где основная часть японских сил была сосредоточена вокруг Буина.

### Подготовка
После взятия Перл-Риджа в декабре 1944 года австралийская 7-я бригада была переброшена на юг для движения в направлении Буина. В конце марта и начале апреля 1945 года они сражались в битве у холма Слейтера, после чего последовало короткое затишье, в то время австралийцы сокращали свои линии снабжения. Тем временем оставшиеся японские войска, сильно деморализованные своим поражением, отступили к реке Хонгорай. Затем 3-й австралийский дивизион по приказу возобновил наступление на юг, получив задачу захватить реку Хари, Хонгорай также был включён в план в качестве «промежуточной цели». Численность японцев в южном секторе оценивалась австралийцами примерно в 10 500 человек, из которых 2300, как полагали, непосредственно противостояли 3-й дивизии. 15-я бригада считалась самой опытной из австралийских частей на Бугенвиле в то время и была переброшена на смену 7-й бригаде, которая нуждалась в отдыхе.
Под командованием бригадира Хиткота Хаммера 15-я бригада состоявшая из трёх пехотных батальонов, двух танковых отрядов из 2/4-го бронетанкового полка, сапёров из 15-й Полевой роты, батареи 155 мм орудий из тяжёлой батареи «U», полевой артиллерии из 2-го Полевого полка, и ещё нескольких небольших вспомогательных подразделений. 58/59-й пехотный батальон взял на себя ответственность за холм Слейтера, заменив 25-й пехотный батальон, в то время как 24-й пехотный батальон занял позицию у дороги на Буин. 57/60-й пехотный батальон присоединился к ним только в начале мая, и поэтому 9-й пехотный батальон 7-й бригады продолжал патрулировать операции к северу от реки Уйо, в районе Румики, пока 57/60-й не смог отправить части для их освобождения. Дальше вглубь страны, 2/8-я эскадрилья коммандос продвигалась по широкой дуге на юго-восток, защищая левый, или восточный, фланг бригады.
Японские войска, противостоявшие австралийцам, принадлежали к 6-й дивизии под командованием генерал-лейтенанта Цутому Акинаги. Акинаге было приказано задержать наступление австралийцев между Хонгорай и Хари как можно дольше, и с учётом этих приказов он установил ряд опорных пунктов вдоль предполагаемой линии наступления австралийцев. Пехота дивизии сильно пострадала в предыдущем сражении вокруг холма Слейтера и как следствие этого, несколько подразделений пришлось реорганизовать и объединить. Передние позиции были закреплены за 6-м полком полевой артиллерии, а 13-й пехотный полк должен был удерживать пять опорных пунктов в тылу вдоль и поперёк дороги на Буин, обозначенных буквами от «А» до «Е». 6-й Полевой и 4-й Полевой тяжёлые артиллерийские полки удерживали опорные пункты ещё дальше, обозначенные буквами «F» и «G». 23-й пехотный полк был размещён в тылу, где он восстанавливался после потерь, понесённых во время атаки на холм Слейтера.

## Ход боёв

### Продвижение к реке Хонгорай

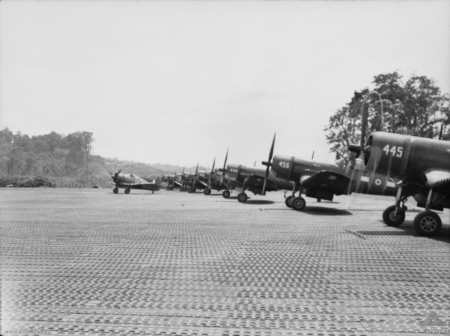
Бумеранг ВВС Австралии и Корсары новозеландских ВВС, Бугенвиль 1945 год

15-я бригада 17 апреля заняла передовые позиции 7-й бригады. Первоначально 24-й пехотный батальон располагался вдоль дороги Буин вокруг Керо-крик, 58/59-й-вокруг Барары, к северо-востоку от холма Слейтера, 57/60-й, подбирающийся на смену 9-му, расположился дальше на восток по второстепенной параллельной дороге, известной австралийцам как дорога Коммандос. Через два дня Хаммер получил приказ от Савиджа начать наступление на Хонгорай, предложив ему поддержку 29-й бригады в качестве мобильного резерва на случай внезапной контратаки. Применяемая австралийцами тактика до начала боёв у холма Слейтера была изменена, с начала мая наступление на фронте осуществлялось двумя батальонами вместо одного. 24-й пехотный батальон являлся авангардом, продвигался по дороге к Буину, а 58/59-й защищали его с флангов и тыла; в то время как на расстоянии 5 000 ярдов (4600 м) вглубь страны 57/60-й пехотный батальон с 3 мая продвигался по дороге Коммандос из Румики, взяв на себя управление 9-м пехотным батальоном.
Двигаясь вперёд под заградительным огнём, выйдя за пределы Токиноту, 24-й пехотный батальон первым вступил в контакт с японцами, проведя атаку по японским позициям у ручья Доу 17 апреля. При поддержке отряда танков «Матильда» из 2/4—го бронетанкового полка, артиллерийский потенциал которого составлял более 700 снарядов, две пехотные роты «С» и «D» из 24—го батальона атаковали позиции, в то время как рота «А» провела фланговый манёвр, чтобы перерезать японцам ещё один путь дальше на север к Киндаре и Хатаю. Левая передовая рота «D» без труда достигла своей цели, однако рота «С», находившаяся вместе с отрядом танков, столкнулась с жёстким японским сопротивлением и увязла. Рота «А» также оказалась втянутой в тяжёлые бои вдоль Хатайского тракта. В поддержку роты «А» «Матильды» выступили вперёд и прочесали джунгли, прорубаясь сквозь подлесок, для обнаружения японских дотов, которые позже были уничтожены австралийской бронетехникой. С наступлением ночи рота «С» окопалась, возобновив атаку на следующее утро. Инженерная рота с бульдозером выдвинулись вперёд, успешно сократив разрыв между ротами. В разгар ожесточённых боёв австралийцы с трудом перебрались через ручей. Во второй половине дня позиция была занята и пехота продвинулась к линии сопротивления на 400 ярдов (370 м) за ручьём. 37 японцев были убиты, потери у австралийцев составили: семь убитых и 19 раненых. После австралийцы продолжили своё продвижение к ручью Синду, который находился ещё на 1 милю (1,6 км) к юго-востоку. В ответ японцы предприняли ряд решительных контратак в течение следующей недели, но были отброшены назад. За это время австралийцы выставили несколько патрулей перед своими передовыми частями, один из которых сумел проскользнуть через японские оборонительные позиции по обе стороны дороги на Буин и провёл разведку реки Хонгорай примерно в 1000 ярдах (910 м) к югу от главной переправы. Проведились дальнейшие патрулирования, а также ряд засад, прежде чем наступление возобновилось 26 апреля.
Возобновив наступление, австралийцы были поддержаны тремя эскадрильями корсаров из Королевских ВВС Новой Зеландии: 14-й, 22-й и 26—й, которые бомбили и обстреливали территорию перед наступающей пехотой, а также градом артиллерийского и миномётного огня. При таком мощном наступлении японская армия практически не оказывала сопротивления. В течение двух дней 24-й пехотный батальон преодолел почти треть расстояния до реки Хонгорай, оставив только одного раненого. Дальнейший прогресс был достигнут в течение следующей недели, однако 4 мая продвижение было замедлено столкновением с блокпостом, защищённым полевой пушкой, пулемётом, минами и другими самодельными взрывными устройствами. В дальнейшем инженерная поддержка 15-й бригады была призвана регулярно проводить операции по расчистке и проверке маршрутов. Надежды на возможность уничтожения австралийской бронетехники таяли на глазах, японцы даже были готовы пожертвовать артиллерийским орудием, для того, чтобы заманить австралийские танки в минную ловушку. Японцам и дальше приходилось адаптировать свою тактику. Чтобы свести на нет эффективность австралийских танков, японцы начали занимать позиции вдали от дорог, вынуждая пехоту сражаться без их бронетанковой поддержки. Кроме того, японцы начали концентрировать свою артиллерию с возрастающей точностью на наступающей пехоте, которую держали под постоянным наблюдением и огнём.

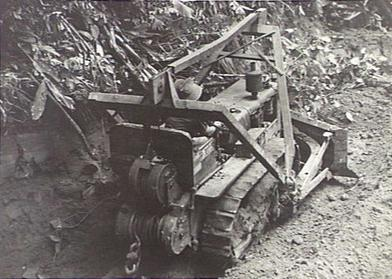
Бульдозер расчищает путь через джунгли, для доставки припасов во время продвижения 57/60-го пехотного батальона по дороге Коммандос

Накануне, 3 мая, 57/60-й пехотный батальон начал действовать вдоль дороги Коммандос в направлении севера, где произошло несколько стычек, сопровождаемых потерями из-за неопытности в патрулировании, вследствие чего войска попали в засаду. Они продолжали неуклонно продвигаться вперёд и к 6 мая, добравшись до реки и перейдя на другой берег, достигли цели и разбили главные силы. 5 мая 24-й пехотный батальон снова двинулся вперёд по дороге на Буин. Продвигаясь с поддержкой танкового отряда, они наткнулись на скрытую полевую пушку, защищаемую примерно 100 японцами. После того как головной пулемёт «Матильды» заклинило, полевая пушка открыла по нему огонь, повредив корпус и ранив экипаж. Двигаясь вокруг подбитого танка, вторая «Матильда», вооружённая гаубицей, открыла огонь и уничтожила полевую пушку, прежде чем выбить японских защитников с позиции. В ту же ночь японская артиллерия открыла сильный заградительный огонь по австралийским позициям, а на следующее утро предприняла контратаку целой ротой. Бои продолжались более двух с половиной часов, по окончании австралийцы сохранили свои позиции, отбив атаку противника. Потери составили: один убитый и девять раненых, в то время как жертвами среди японцев в результате их атакующих действий, стали 58 человек. Это был внушительный урон, и самая крупная потеря со времени сражения на холме Слейтера, что знаменовало окончательное поражение в попытках отстоять Хонгорай.
После этого австралийцы смогли возобновить своё продвижение к реке 7 мая без дальнейшего сопротивления. Однако предыдущие три недели, за которые они продвинулись на 7000 ярдов (6400 м) к Хонгораю, обошлись им дорого, австралийский 24-й пехотный батальон потерял 25 убитыми и 95 ранеными. Со стороны Японии потери составили по меньшей мере 169 убитыми.

### Пересечение реки Хонгорай
После битвы наступило затишье примерно на неделю, так как австралийцы дожидались улучшения качества дорог и доставки припасов, прежде чем попытаться массово пересечь Хонгорай. Это позволило Савиджу пересмотреть ситуацию и отдать новые приказы о наступлении на реки Хари и Миво. Ожидая возобновления наступления, австралийцы засылали разведывательные патрули вглубь удерживаемой японцами территории. За это время произошло несколько серьёзных столкновений. В результате 24-й пехотный батальон отправил роту через Хонгорай, впоследствии обнаружив сильно укреплённую японскую позицию на участке, который стал известен как Хребет Игана. Благодаря своему расположению он должен был стать главной осью австралийского продвижения.

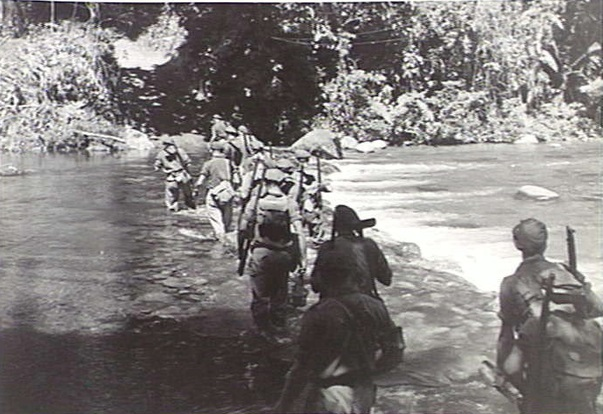
Солдаты 57/60-го пехотного батальона переправляются через реку Хонгорай

Главная переправа была запланирована на 20 мая, когда 58/59-й пехотный батальон справа должен был перерезать дорогу на Буин и трассу Айтара к востоку от реки. Слева 57/60-й пехотный батальон должен был отвлекать внимание японцев от 24-го пехотного батальона, которому было поручено осуществить главную фронтальную атаку из центра австралийской линии, переправившись через брод Порорей и продвигаясь прямо вверх по дороге на Буин. Подготовительные действия начались ещё до наступления, 15 мая взвод 24-го пехотного батальона вместе с двумя танками предпринял попытку атаковать хребет Игана. После того как один из танков был подбит японской полевой пушкой и остановлен, они были вынуждены отступить. Тем временем эскадрильи Корсаров, усиленные эскадрильей № 16, начали восьмидневную воздушную кампанию, атакуя противника вдоль дорог на Буин и Коммандос. За этот период новозеландцы совершили 381 боевой вылет, а артиллерия и миномёты выпустили тысячи снарядов.
Два дня спустя, 17 мая, 57/60-й пехотный батальон приступил к реализации отвлекающего манёвра на левом фланге, пересекая Хонгорай вглубь страны и продвигаясь по дороге Коммандос с 32 Корсарами и двумя артиллерийскими батареями в качестве поддержки. Перейдя 500 ярдов (460 м) к северу от брода, центральная рота предприняла атаку вдоль дальнего берега реки без своей бронетанковой поддержки, которая не смогла преодолеть переправу. Тем не менее, незадолго до полудня они закрепились на переправе и начали рассредоточение, осуществляя дальнейшие фланговые манёвры, прежде чем создать прочную базу для приёма припасов и оттуда начать патрулирование 20 мая.

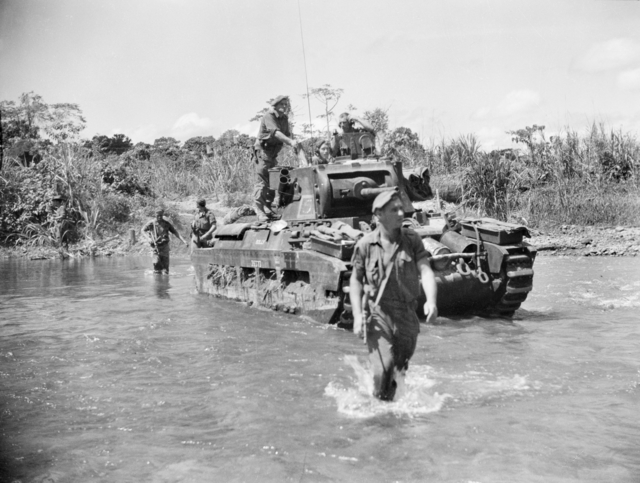
Танки «Матильда» из 2-го бронетанкового полка пересекают реку Хонгорай вместе с войсками 24-го пехотного батальона

В центре в 08:30 20 мая после 20-минутного обстрела новозеландскими Корсарами по окрестным территориям, началась основная атака вдоль дороги на Буин. 24-й пехотный батальон продвигался вперёд под заградительным огнём, при поддержке миномётов и пулемётов, имея три роты впереди и одну в резерве, а также два отряда танков «Матильда». В основном передовые роты достигли своих целей. Но одна из них, попав под сильный огонь стрелкового оружия и артиллерии и потеряв четырёх убитыми и пятерых ранеными, была остановлена не достигнув цели и вынужденно окопалась на ночь. Атака возобновилась на следующий день, в результате австралийцы смогли продвинуться к броду Порорей. Однако дальнейшее продвижение было остановлено, из-за сосредоточения японцев в большом количестве дальше на западе, где австралийский патруль столкнулся с 70 противниками и был вынужден отступить. Наконец, рота из 24-го пехотного батальона смогла перебраться на возвышенность на хребте Игана, которая оказалась сильно заминированной. Для очистки местности были вызваны инженеры и сапёры.
На правом фланге 58/59-й пехотный батальон провёл тактический манёвр вдоль трассы,  вырубленной бульдозером, на западном берегу реки Хонгорай. Выдвинувшиеся двумя днями ранее, несколько патрулей вступили в контакт с японцами. Тем временем, при помощи тракторов, танки тащили по грязи, австралийская бронетехника также переправилась через реку и к 16:00 20 мая батальон сумел закрепиться в районе сбора к востоку от реки, не обнаружив своё присутствие. На следующий день батальон покинул линию отхода и начал продвигаться к своей основной цели, которую достиг в начале следующего дня, несмотря на то, что был задержан танками, оказавшими жестокое сопротивление на переправе через ручей. В тот момент, когда один из патрулей батальона попал под обстрельный огонь, танки двинулись вперёд и атаковали японскую артиллерийскую позицию, которую в свою очередь защитники быстро покинули, оставив после себя 70-мм пушку и большое количество боеприпасов. 
К 22 мая, несмотря  на остатки японцев, устраивающих преследования и засады на линии коммуникаций, большинство австралийских точек были готовы оказать сопротивление и начались операции по зачистке. Последним оставшимся оборонительным сооружением перед Хонгораем был хребет Игана, где японцы укрывались в туннелях. Мощный артиллерийский обстрел опустошил позиции противника и вынудил его покинуть хребет. Впоследствии хребет был занят ротой австралийской пехоты. В течение короткого промежутка времени была открыта дорога на Буин, предоставив австралийцам возможность для доставки припасов для следующего этапа кампании, а именно для продвижения к рекам Хари, Мобиай и Миво. Заключительная фаза сражения стоила японцам 106 убитых, в то время как австралийцы потеряли 13 убитыми и 64 ранеными.

## Результаты
В ходе боёв вокруг Хонгорая австралийцы потеряли 38 человек убитыми и 159 ранеными, в то время как японцы потеряли по меньшей мере 275 человек убитыми. После сражения австралийцы продолжили свое продвижение к Буину, расположенному на южной оконечности острова. В течение оставшейся части месяца и в течение всего июня 15-я бригада продвигалась по дороге на Буин, преодолев Хари 10 июня. За рекой японцы решили удерживать районы, где выращивали культуры для потребления продовольственных нужд армии, соорудив ряд глубоких окопов для их защиты. Запасы продовольствия и так были изрядно сокращены в результате авиаударов и артиллерии. 15-я бригада впоследствии пересекла реку Мобиай, прежде чем её сменила 29-я бригада бригадира Ноэля Симпсона в начале июля. 
По мере того как 29-я бригада продвигалась к реке Миво, проливной дождь и наводнение в конечном счете остановили наступление. Высота реки поднялась на 2 метра (6,6 фута). По словам Гэвина Лонга, дорога на Буин превратилась «в море грязи», и многие мосты, от которых зависела австралийская система снабжения, были размыты. Это делало невозможными крупномасштабные наступательные операции пехоты, и по мере ухудшения ситуации на некоторое время австралийцы даже прекратили патрулирование через реку Миво. Тем временем японцы продолжали преследовать австралийцев, зондируя их позиции и устанавливая мины и ловушки, нацеливаясь на австралийскую линию коммуникаций. 9 июля 15-й пехотный батальон отбил серию атак вокруг Сискатекори, на пересечении реки Миво и дороги на Буин, которые включали в себя массированный обстрел японской артиллерии. Австралийское патрулирование возобновилось в конце июля и продолжалось даже в августе. Эти атаки оказались очень дорогостоящими, особенно среди австралийских инженеров, которым было поручено восстановить мосты и дороги, разрушенные во время наводнения. 

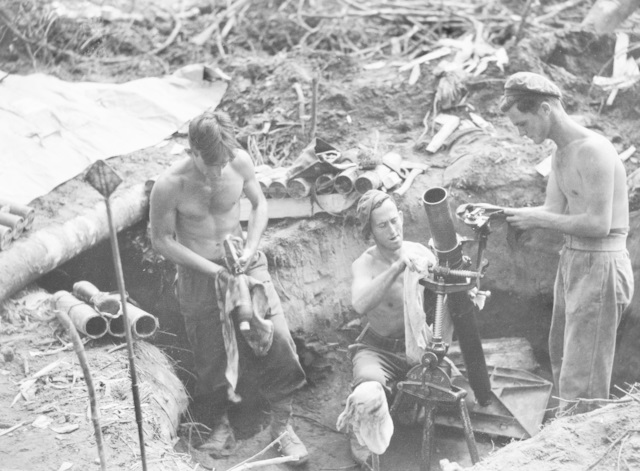
Минометный расчет из 15-го пехотного батальона в районе реки Миво, июль 1945 года.

Во время продолжения боевых действий в северном секторе, и подготовки на юге к окончательному наступлению на Буин, боевые действия на острове прекратились, поскольку война подошла к концу еще до завершения операций. В результате австралийские операции на Бугенвиле были проведены на фронте Рацуа в северном секторе, где австралийцы проводили сдерживающие действия с тех пор, как неудачная высадка на плантации Портон вынудила их отказаться от планов наступления на полуостров Бонис. Однако к середине августа, после падения двух атомных бомб на Хиросиму и Нагасаки и последующей безоговорочной капитуляции Японии, на острове был отдан приказ о прекращении огня. Хотя после этого происходили незначительные столкновения, в целом это говорило о прекращении крупных боевых действий. 
После окончания войны австралийская армия удостоилась трёх боевых наград За боевые действия на реке Хонгорай. 2/4-й бронетанковый полк, а также 9-й, 24-й, 57/60-й и 58/59-й пехотные батальоны получили боевую награду «река Хонгорай». Вторая боевая награда - «хребет Игана-Брод Хонгорай» - была также присуждена 2/4-му бронетанковому полку, а также 24-му и 58/59-му пехотным батальонам за второй этап боевых действий, в то время как 57/60-й пехотный батальон получил отдельную боевую награду «дорога коммандос» за этот период. 